# Bulbophyllum quadrangulum
Bulbophyllum quadrangulum là một loài phong lan thuộc chi Bulbophyllum.